# Great Sturton
Great Sturton – wieś w Anglii, w hrabstwie Lincolnshire. Leży 25 km na wschód od Lincoln i 196 km na północ od Londynu.